# マヨイアイオイクラゲ
マヨイアイオイクラゲ（迷相生海月、学名: Praya dubia）はクダクラゲの一種。全体の長さは40mを超えることもあり、世界最長級の動物の1つとして知られる。が、北欧に分布する紐形動物門の一種 Lineus longissimus は全長55mに達した記録があり、長さでは本種はこれに劣る。
19世紀には既にその存在が知られていたが、極めて大きな体長をもつことはモントレー湾水族館研究所による1987年の調査によって発見された。繊細で脆く容易に崩壊するため、生体の捕獲にはいまだ成功していない。
本種は他のクダクラゲ類と同様に、摂食・攻撃・防御などに特化した無数の個体（個虫）が集合して一つの群体を構成する。先頭に2つの泳鐘（nectophore）が存在し、刺胞をもった無数の栄養個虫群が一本の長い帯となって後方に引かれる。体は白色から透明。
青色の生物発光を行う。ROVによる観察では、群体の一端への接触後にライトを消すと、群体全体が45秒ほど光る姿が見られた。この光は保護葉から発せられていた。
太平洋・大西洋・インド洋・南極海に広く分布するが、北極海・地中海には生息しない。表層から中深層で見られる。
アイオイクラゲ属は、2つの丸い泳鐘に、複雑に分岐した体嚢 (Somatocyst) を持つことで特徴付けられる属である。この属には本種の他にPraya reticulata が属するが、泳嚢 (nectosac) の水管が、本種では分枝状であるのに対し、P. reticulata では網目状となる点が異なる。